# سواوومیر پشکو
سواوومیر کونراد پشکو (لهستانی: Sławomir Konrad Peszko؛ ‏ [ˈswavɔmʲir]؛ ‏ زادهٔ ۱۹ فوریهٔ ۱۹۸۵) بازیکن فوتبال اهل لهستان است.
از باشگاه‌هایی که در آن بازی کرده‌است می‌توان به لخ پوزنان، کلن، ولورهمپتون واندررز، پارما، و لخیا گدانسک اشاره کرد.
وی همچنین در تیم ملی فوتبال لهستان بازی کرده‌است.